# Großschönau (Sachsen)

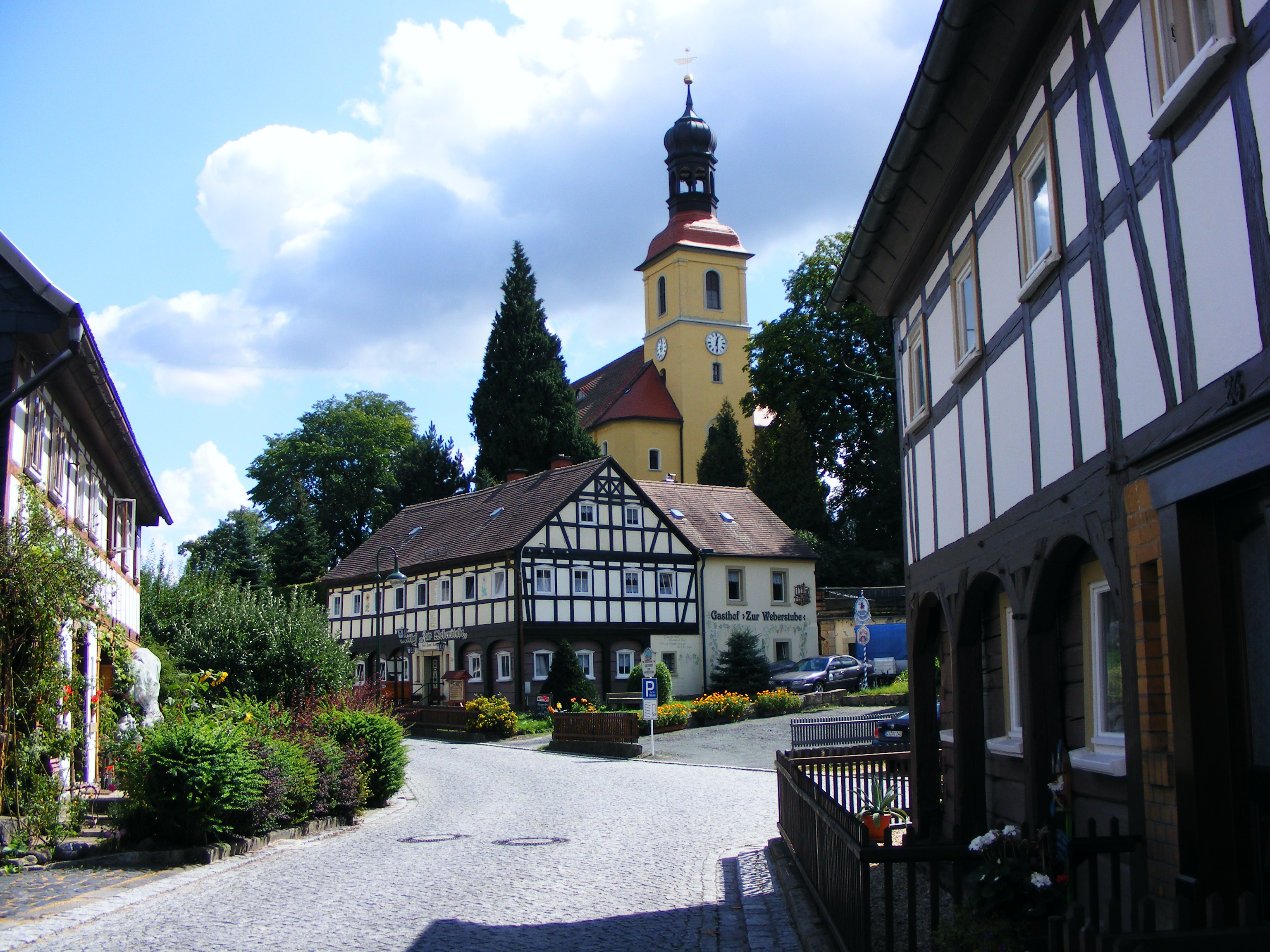
Blick von der Theodor-Haebler-Straße zur Kirche und der Gaststätte Zur Weberstube

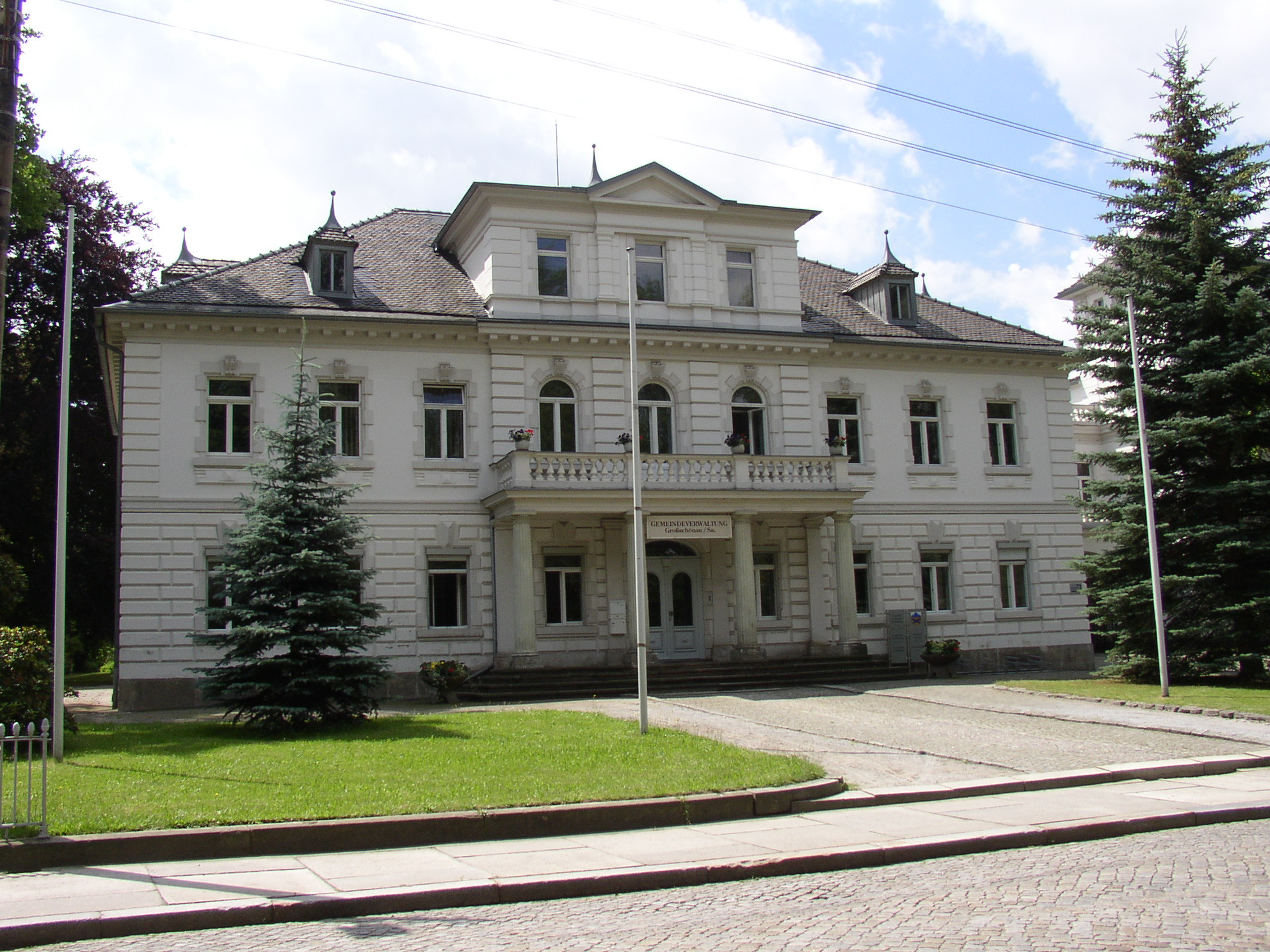
Gemeindeverwaltung Großschönau

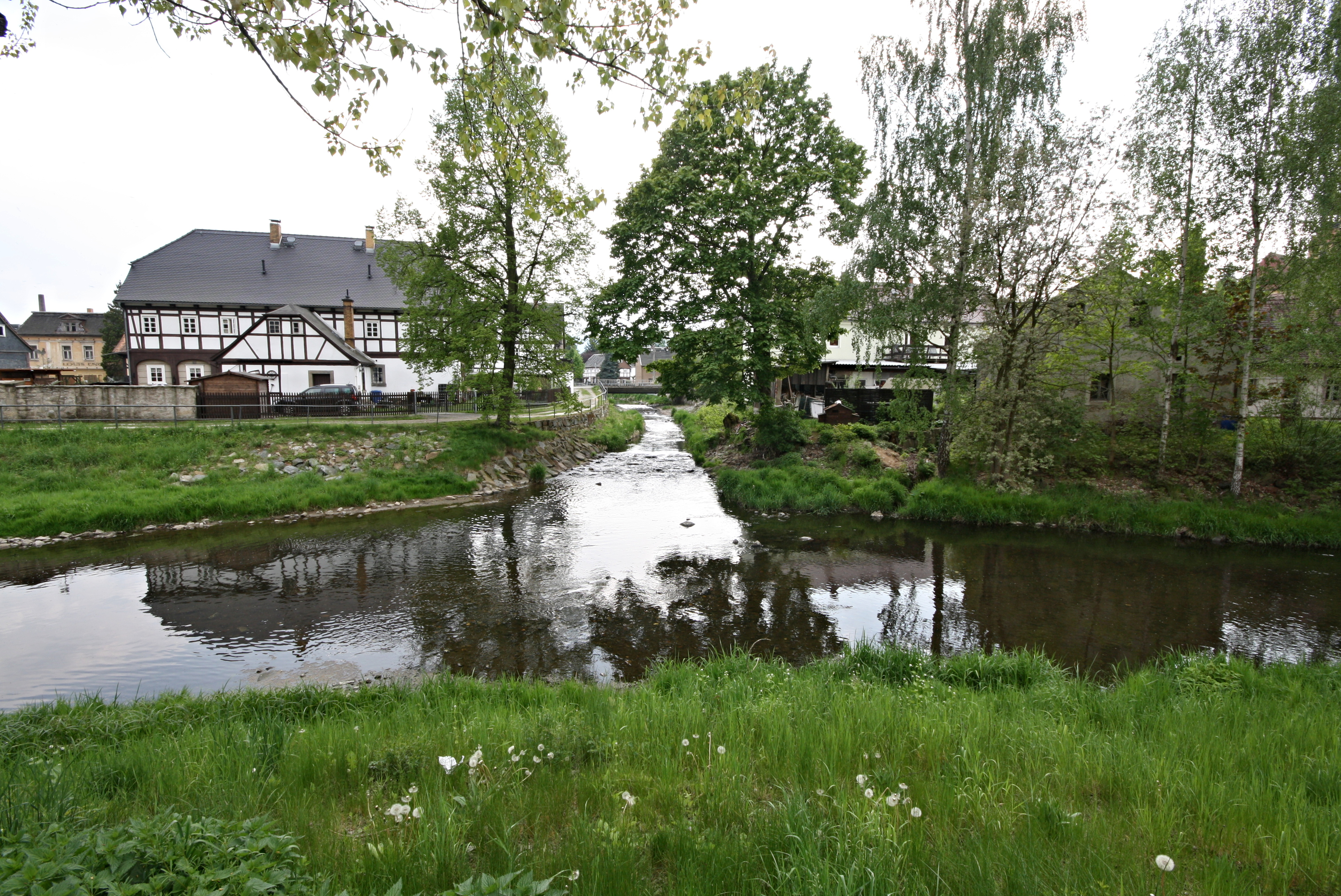
Mündung der Lausur in die Mandau

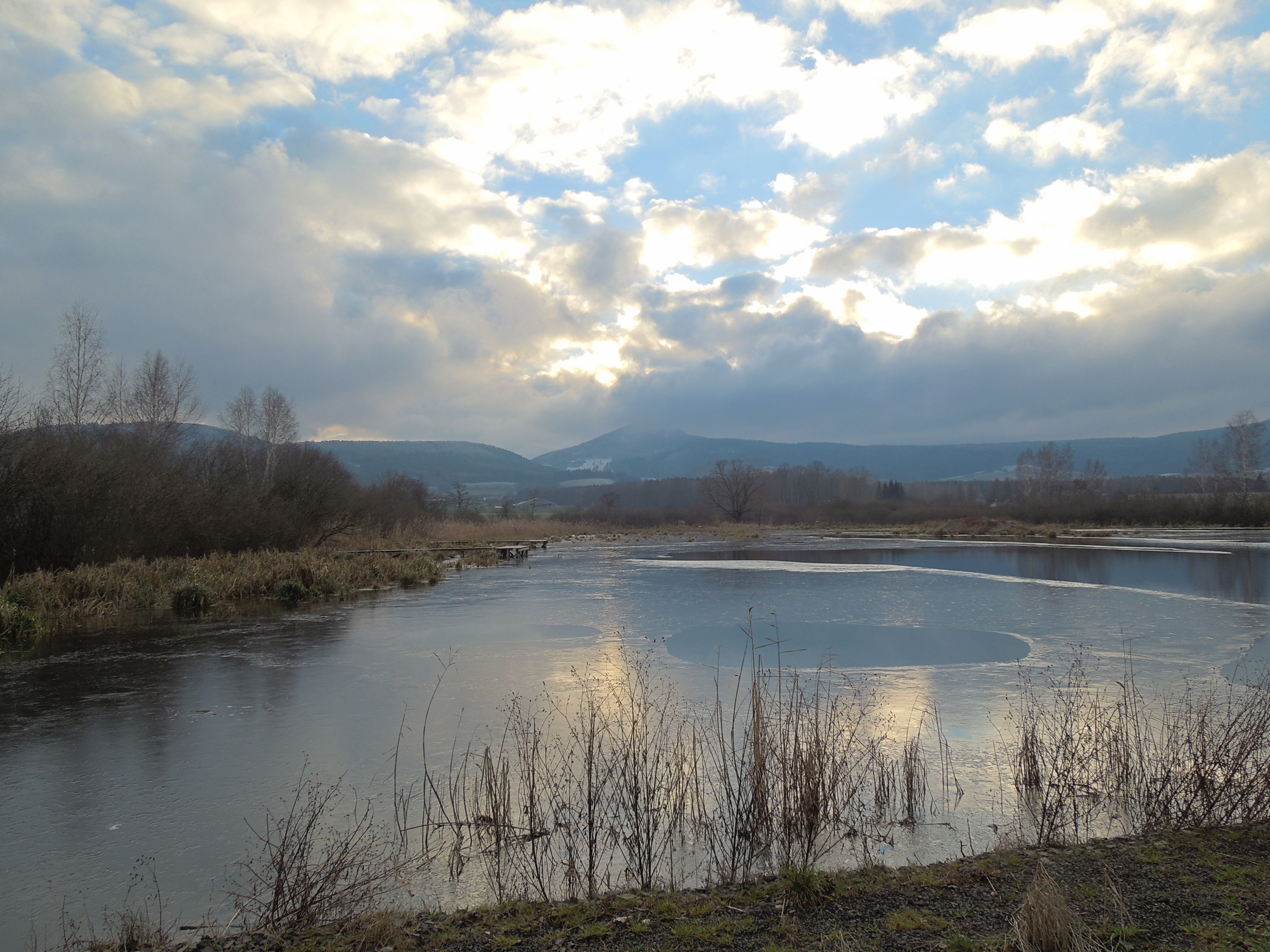
Der Goldfabianteich im südlichen Gemeindegebiet im Winter (2020)

Großschönau ⓘ (oberlausitzisch: Grußschiene ⓘ) ist eine sächsische Gemeinde im Landkreis Görlitz an der deutsch-tschechischen Grenze. Sie ist Verwaltungssitz der Verwaltungsgemeinschaft Großschönau-Hainewalde.
Der Name leitet sich von der Gründung des Ortes ab; Großschönau liegt in einer Flussaue an der Mandau.

## Geographie
Die Gemeinde liegt im Tal der Mandau, in die hier die Lausur und der Pochebach münden. Hausberg ist der 371,5 m ü. NN hohe Hutberg. Westlich erhebt sich der Finkenhübel.

## Geschichte

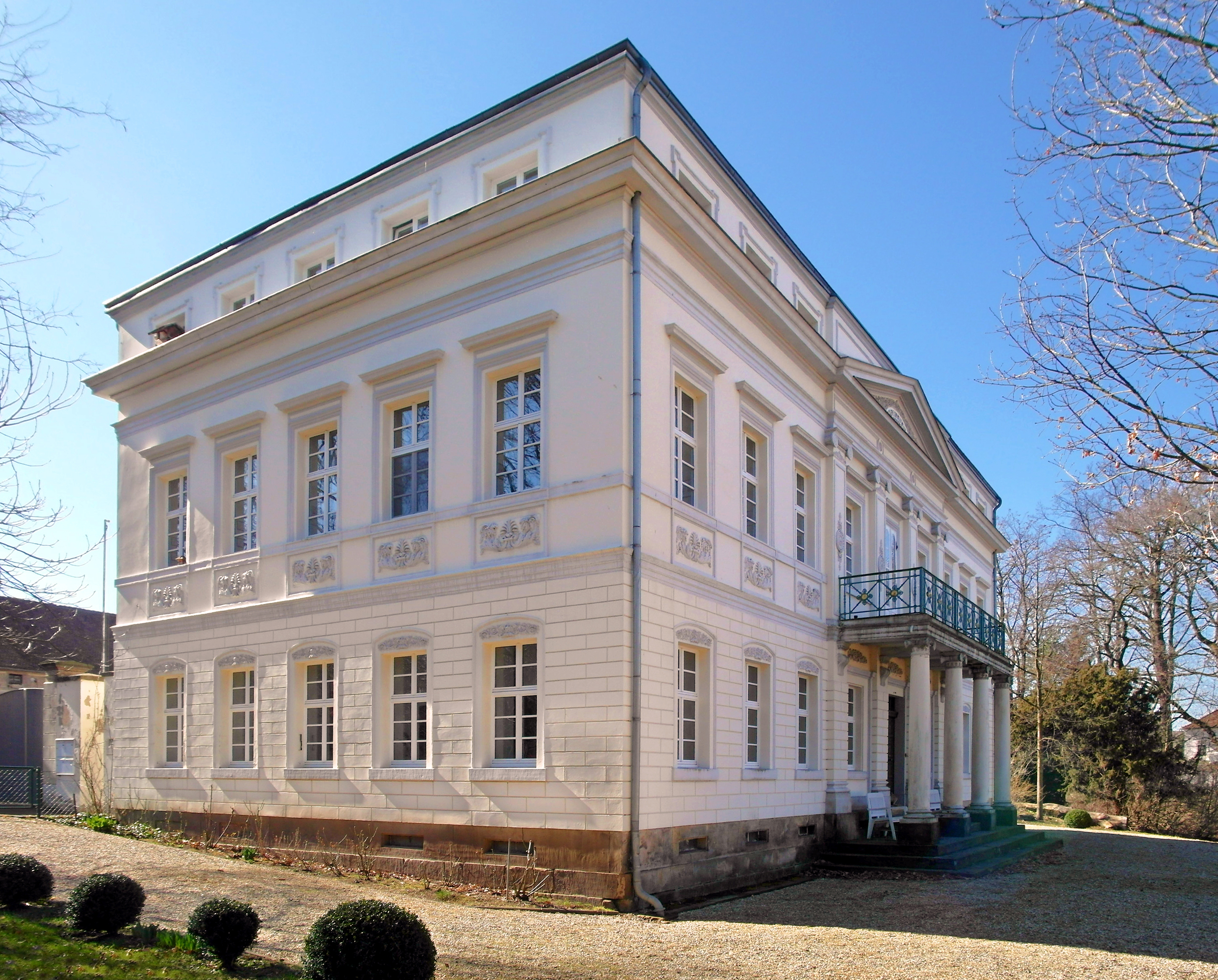
Rittergut Großschönau, Herrenhaus

Großschönau wurde wahrscheinlich im 12. Jahrhundert von fränkischen Siedlern als Waldhufendorf angelegt. Der Ortsteil Neuschönau besteht aus einzelnen Häuslerzeilen. Die erste urkundliche Erwähnung von Großschönau als „Magnum Sonow“ stammt aus dem Jahr 1352. Der Ortsnamensteil „Schönau“ bedeutet „schöne Aue“ und bezieht sich auf die Lage des Ortes; der Zusatz „Groß-“ diente der Unterscheidung des etwa zehn Kilometer östlich gelegenen Dorfes Sieniawka in Polen, das bis 1945 zu Deutschland gehörte und dessen deutscher Name Kleinschönau lautet. 1430 besaß Großschönau einen Rittersitz unter dem Grundherrn Peter von Maxen, einem Widersacher der Hussiten, und 1564 ein Rittergut.
Großschönau unterstand von 1587 an über 250 Jahre dem Zittauer Rat als Grundherrn. 1666 entsandte dieser die Brüder Friedrich und Christoph Lange, zwei Leineweber des Ortes, nach Holland, um die Kunst der Damastweberei zu erlernen. Schon wenige Jahrzehnte später war der Leinendamast aus Großschönau weit über die Landesgrenzen bekannt. Europäische Herrschaftshäuser bezogen deshalb ihre Tischwäsche vorzugsweise aus Großschönau.
1834 vereinfachte die Jacquardtechnik die bis dahin sehr aufwendige Damastweberei. Schon 1856 stellte der Großschönauer Fabrikant Carl Heinrich Schiffner den ersten Frottierwebstuhl in Deutschland auf. Seitdem entwickelte sich Großschönau zu einem Industrieort mit leistungsstarken Frottierwebereien wie Lieske & Häbler, Richter & Goldberg und C. G. Hänsch. Heute führen die Firmen Frottana-Textil GmbH und Damino GmbH die langjährige Textilindustrie in Großschönau fort.

## Entwicklung zum Textildorf
Großschönau ist mit der Textilgeschichte der Damast- und Frottierweberei so eng verbunden wie kaum eine andere Gemeinde in Deutschland. Deshalb trägt der Ort seit einiger Zeit auch den Marketingnamen „Textildorf Großschönau“. Das Ortsbild Großschönaus ist davon stark geprägt: Auffallend sind die vielen kleinen und großen Umgebindehäuser, welche größtenteils Weberhäuser waren, sowie die für ein Dorf ungewöhnlich vielen Villen der Fabrikanten.
Im Damast- und Frottiermuseum werden Besucher in die bis 1666 zurückreichende Tradition der Damastweberei geführt. Auch bei der Frottierweberei blickt Großschönau auf die deutschlandweit längste Tradition zurück. 1856 wurde hier der erste Frottierhandwebstuhl Deutschlands in Betrieb genommen. Der letzte funktionstüchtige Webstuhl für diese Gewebeart zählt zu den besonderen Raritäten des Deutschen Damast- und Frottiermuseums, ebenso wie ein funktionstüchtiger Damastwebstuhl von 1835.
Die Textilindustrie prägt nach wie vor die Wirtschaftsstruktur der Gemeinde, jedoch befindet sich der Charakter der Gemeinde im Wandel. Um 1834 etwa ernährte die Damastmanufaktur etwa 3800 Menschen, was zur damaligen Zeit drei Viertel der Einwohner ausmachte.
Besucher sowie Einwohner der Gemeinde können das Thema Textil erleben:
- Deutsches Damast- und Frottiermuseum mit Schauwerkstatt
- regelmäßige Werksbesichtigungen der Frottana Textil GmbH & Co.KG
- Fabrikverkäufe der Damino GmbH und der Frottana Textil GmbH & Co. KG
- regelmäßige Führungen entlang des Textillehrpfads
- regelmäßige Ortsführungen durch das Textildorf Großschönau
- regelmäßige Ortsführungen durch den Erholungsort Waltersdorf entlang des Umgebindehaus-Denkmalpfades

### Textillehrpfad
Der Textillehrpfad verbindet historische und aktuelle Orte und Flächen der Textilindustrie Großschönaus in Form von Wissensstationen. Da die Textilindustrie verschiedene Gesellschaftsschichten und Lebensbereiche der Einwohner verband, ist es möglich, mit dem „Textillehrpfad“ ganz unterschiedliche Facetten zu beleuchten.

### Technische Textilien im Textildorf
Über 70 Jahre lang wurden in Großschönau Schlauchboote, Rettungswesten, Rettungsflöße und Campingzelte hergestellt. Die seit 1931 in Berlin bestehende Deutsche Schlauchbootfabrik Hans Scheibert fertigte u. a. für die deutsche Wehrmacht Schlauchboote und aufblasbare Rettungsflöße. 1940 wurde die Kriegsproduktion der Firma in Werke nach Sachsen und Schlesien verlagert. Es entstanden Schlauchbootfabriken in Großschönau und in Grottau.
Die 1832 in Großschönau gegründete Firma C. G. Hänsch gehörte zu den größten und traditionsreichsten Textilfabriken des Ortes. Diese Firma wurde 1942 per Befehl verpflichtet, Räumlichkeiten und Personal der Deutschen Schlauchbootfabrik für die Fertigung von Rüstungsartikeln zur Verfügung zu stellen. Neben dem ortsansässigen Personal wurden Zwangsarbeiter und zum Teil auch Kriegsgefangene beschäftigt.
Wegen der Rüstungsproduktion wurden 1946 drei Fünftel des Grundbesitzes und die Gebäude der Firma C. G. Hänsch enteignet. 1958 musste die Firma staatliche Beteiligung aufnehmen und wurde 1972 in der DDR komplett verstaatlicht. Es entstand der volkseigene Betrieb Webzwirn unter Angliederung an den VEB Frottana. Die Stilllegung erfolgte 1990.
Nach Einstellung der Schlauchbootproduktion in Großschönau für militärische Zwecke ging die Produktion in Richtung Konfektion. Aus gummierten Stoffen fertigte man für den maritimen Bereich Schwimmwesten, Schachtanzüge für die SDAG-Wismut, Mäntel und Kombinationen für die Volkspolizei sowie Kampfanzüge für die Volksmarine. Mit relativ geringen Mitteln wurden nach dem Krieg Gebrauchsgegenstände hergestellt. Dazu wurden Restmaterialien verwendet, die aus der ehemaligen Produktion noch zur Verfügung standen. Außerdem konnten zahlreiche Varianten an Campingzelten der Bevölkerung angeboten werden. Zelte aus der Oberlausitz waren begehrte Artikel und konnten in viele Länder exportiert werden.
Der Nachfolgebetrieb der Deutschen Schlauchbootfabrik produzierte unter verschiedenen Firmennamen wie VEB Sächsische Wetterschutzbekleidung, VEB Sportboot und als Werk 5 des VEB Textil- und Veredlungsbetriebes Neugersdorf weiterhin Schlauchboote, Rettungsflöße, Schwimmwesten, Zelte und Traglufthallen. Als Material dazu wurden Technische Textilien verwendet. Diese sind sehr stark nach der Funktionalität entwickelt worden. Eingesetzt werden sie bei der Herstellung von Rettungsgeräten, Zelten, und Sportgeräten. Auch im Bauwesen, in der Medizin und in der Raumfahrt finden sie Anwendung.
Nach der Wiedervereinigung Deutschlands 1989/90 versuchten es einige Mitarbeiter mit der Reprivatisierung des Betriebes. 1990 wurde die Firma Seetex GmbH Großschönau gegründet. Danach übernahm 1991 die Deutsche Schlauchbootfabrik „Hans Scheibert“ Eschershausen von der Treuhand den Großschönauer Betrieb als Werk 2. Eine kleine Abteilung, hervorgegangen aus der Forschungsgruppe Konfektion des Wissenschaftlich-Technischen Zentrums Technische Textilien Dresden, entwickelte bis ins Jahr 2000 verschiedene Rettungsfloßserien. Das waren nach neuesten internationalen Forderungen auch selbstaufrichtende und umkehrbare Rettungsflöße.
In Großschönau wurden die ersten deutschen Großraumflöße mit einer Rettungskapazität von 100 bis 150 Personen entwickelt und gefertigt. Die Erprobungen der Prototypen fanden meist im Waldstrandbad statt.
Im Jahre 2001 wurde die Deutsche Schlauchbootfabrik an die Fa. Wardle Storys (Safety and Survival Equipment) Ltd. in Großbritannien verkauft. Es erfolgte eine Umfirmierung in DSB Deutsche Schlauchboot GmbH & Co. KG.
Von 2005 bis 2008 fertigte das Werk Großschönau die Floßkörper der Aviation Produktion der englischen Firma RFD. Obwohl zahlreiche Aufträge für die Fertigung von aufblasbaren Rettungsflößen für die Schifffahrt und Luftfahrt vorlagen, wurde das Werk Großschönau im Jahre 2008 durch die nordirische Geschäftsleitung geschlossen und große Teile der Produktion nach China und Nordirland ausgelagert. Die gesamte Belegschaft wurde arbeitslos.

### Ortsnamenformen
- Großschönau: 1352: Magnum Sonow, 1358: Magna Sonaw, 1360: Maior Schonow, 1384: Schonow magnum, 1430: Grozen Schone, 1430: Gross Schonaw, 1515: Grossen Schone, 1576: Groschinaw, 1791: Groß-Schönau
- Neuschönau: 1875: Neuschönauer Dörfchen

### Verwaltungszugehörigkeit
- Großschönau: 1777: Görlitzer Kreis, 1843: Landgerichtsbezirk Löbau, 1856: Gerichtsamt Großschönau,[7] 1875: Amtshauptmannschaft Zittau, 1952: Kreis Zittau, 1994: Landkreis Löbau-Zittau, 2008: Landkreis Görlitz

### Eingemeindungen
1867 wurde Neuschönau in die Gemeinde Großschönau integriert. Am 1. Januar 2003 wurde der Erholungsort Waltersdorf nach Großschönau eingemeindet.

### Einwohnerentwicklung

Einwohnerentwicklung von Großschönau von 1834 bis 2016

| Jahr | Einwohner                                  | Einwohner                                                         |
| ---- | ------------------------------------------ | ----------------------------------------------------------------- |
|      | Neuschönau                                 | Großschönau                                                       |
| 1777 | 48 Häusler, 11 wüste Wirtschaften          | 35 besessene Mann, 32 Gärtner, 362 Häusler, 14 wüste Wirtschaften |
| 1834 | 543                                        | 4479                                                              |
| 1871 | im Jahr 1867 nach Großschönau eingemeindet | 5715                                                              |
| 1880 | –                                          | 5877                                                              |
| 1890 | –                                          | 6328                                                              |
| 1905 | –                                          | 7500                                                              |
| 1910 | –                                          | 7806                                                              |
| 1925 | –                                          | 7348                                                              |
| 1939 | –                                          | 7093                                                              |
| 1946 | –                                          | 8299                                                              |
| 1950 | –                                          | 8471                                                              |
| 1964 | –                                          | 8088                                                              |
| 1990 | –                                          | 6371                                                              |
| 2000 | –                                          | 5707                                                              |
| 2007 | –                                          | 6310                                                              |
| 2010 | –                                          | 6035                                                              |
| 2012 | –                                          | 5804                                                              |
| 2013 | –                                          | 5767                                                              |
| 2014 | –                                          | 5714                                                              |
| 2015 | –                                          | 5589                                                              |
| 2016 | –                                          | 5525                                                              |
| 2017 | –                                          | 5465                                                              |
| 2018 | –                                          | 5465                                                              |
| 2019 | –                                          | 5363                                                              |
| 2020 | –                                          | 5335                                                              |
| 2021 | –                                          | 5230                                                              |
| 2022 | –                                          | 5276                                                              |
| 2023 | –                                          | 5204                                                              |

## Politik

### Gemeinderat
Bei der Kommunalwahl am 9. Juni 2024 wurden die 14 Sitze des Gemeinderats wie folgt auf die einzelnen Parteien und Listen verteilt:
- CDU: 6 Sitze
- SPD: 3 Sitze
- AfD: 3 Sitze
- FW: 1 Sitz
- Linke: 1 Sitz

| Gemeinderat ab 2024Insgesamt 14 Sitze - Linke: 1 - SPD: 3 - FW: 1 - CDU: 6 - AfD: 3 Die AfD kann zwei Sitze nicht besetzten. Der Gemeinderat verkleinert sich entsprechend. | Liste           | 2024   | 2024   | 2019   | 2019   | 2014   | 2014   |
| Gemeinderat ab 2024Insgesamt 14 Sitze - Linke: 1 - SPD: 3 - FW: 1 - CDU: 6 - AfD: 3 Die AfD kann zwei Sitze nicht besetzten. Der Gemeinderat verkleinert sich entsprechend. | Liste           | Sitze  | in %   | Sitze  | in %   | Sitze  | in %   |
| Gemeinderat ab 2024Insgesamt 14 Sitze - Linke: 1 - SPD: 3 - FW: 1 - CDU: 6 - AfD: 3 Die AfD kann zwei Sitze nicht besetzten. Der Gemeinderat verkleinert sich entsprechend. | CDU             | 6      | 38,7   | 6      | 30,9   | 8      | 42,8   |
| Gemeinderat ab 2024Insgesamt 14 Sitze - Linke: 1 - SPD: 3 - FW: 1 - CDU: 6 - AfD: 3 Die AfD kann zwei Sitze nicht besetzten. Der Gemeinderat verkleinert sich entsprechend. | AfD             | 3      | 32,6   | 1      | 19,8   | –      | –      |
| Gemeinderat ab 2024Insgesamt 14 Sitze - Linke: 1 - SPD: 3 - FW: 1 - CDU: 6 - AfD: 3 Die AfD kann zwei Sitze nicht besetzten. Der Gemeinderat verkleinert sich entsprechend. | SPD             | 3      | 17,3   | 6      | 30,3   | 6      | 30,2   |
| Gemeinderat ab 2024Insgesamt 14 Sitze - Linke: 1 - SPD: 3 - FW: 1 - CDU: 6 - AfD: 3 Die AfD kann zwei Sitze nicht besetzten. Der Gemeinderat verkleinert sich entsprechend. | Freie Wähler    | 1      | 8,3    | 2      | 13,5   | 2      | 11,9   |
| Gemeinderat ab 2024Insgesamt 14 Sitze - Linke: 1 - SPD: 3 - FW: 1 - CDU: 6 - AfD: 3 Die AfD kann zwei Sitze nicht besetzten. Der Gemeinderat verkleinert sich entsprechend. | Linke           | 1      | 3,1    | 1      | 5,5    | 1      | 9,3    |
| Gemeinderat ab 2024Insgesamt 14 Sitze - Linke: 1 - SPD: 3 - FW: 1 - CDU: 6 - AfD: 3 Die AfD kann zwei Sitze nicht besetzten. Der Gemeinderat verkleinert sich entsprechend. | NPD             | –      | –      | –      | –      | 1      | 5,8    |
| Gemeinderat ab 2024Insgesamt 14 Sitze - Linke: 1 - SPD: 3 - FW: 1 - CDU: 6 - AfD: 3 Die AfD kann zwei Sitze nicht besetzten. Der Gemeinderat verkleinert sich entsprechend. | Wahlbeteiligung | 67,2 % | 67,2 % | 63,4 % | 63,4 % | 52,3 % | 52,3 % |

### Bürgermeister
Zusätzliches Mitglied des Gemeinderates und dessen Vorsitzender ist der Bürgermeister. Dies ist seit 1. August 2008 in zweiter Amtsperiode Frank Peuker, der im Juni 2015 für weitere sieben Jahre im Amt bestätigt wurde. Er ist seit 2001 im Amt.
| Wahl | Bürgermeister | Vorschlag | Wahlergebnis (in %) |
| ---- | ------------- | --------- | ------------------- |
| 2022 | Frank Peuker  | Peuker    | 65,3                |
| 2015 | Frank Peuker  | SPD       | 95,0                |
| 2008 | Frank Peuker  | SPD       | 95,6                |
| 2001 | Frank Peuker  | SPD       | 57,9                |

### Partnergemeinden
- Hüfingen, Baden-Württemberg
- Olszyna, Polen

### Ortsgliederung
- Großschönau mit dem 1867 eingemeindeten Neuschönau
- Waltersdorf mit Herrenwalde, Pilzdörfel und Saalendorf

Am 1. Januar 2003 bildeten die Gemeinde Großschönau und die ehemalige Gemeinde Waltersdorf eine Einheitsgemeinde.

### Wappen
| |  |
| Wappenbegründung: Die Mauer im unteren Teil ist dem Wappen von Bautzen entnommen und weist auf die Zugehörigkeit zur Oberlausitz hin. Über der Mauer erhebt sich eine stilisierte Darstellung der Lausche. Sie ist mit 793 m die höchste Erhebung im Zittauer Gebirge. Der Ortsteil Waltersdorf liegt unmittelbar am Fuße der Lausche. Die beiden sich kreuzenden Webschützen symbolisieren die Weberei als den für Großschönau bestimmenden Industriezweig. |  |

## Kultur und Sehenswürdigkeiten

### Bauwerke

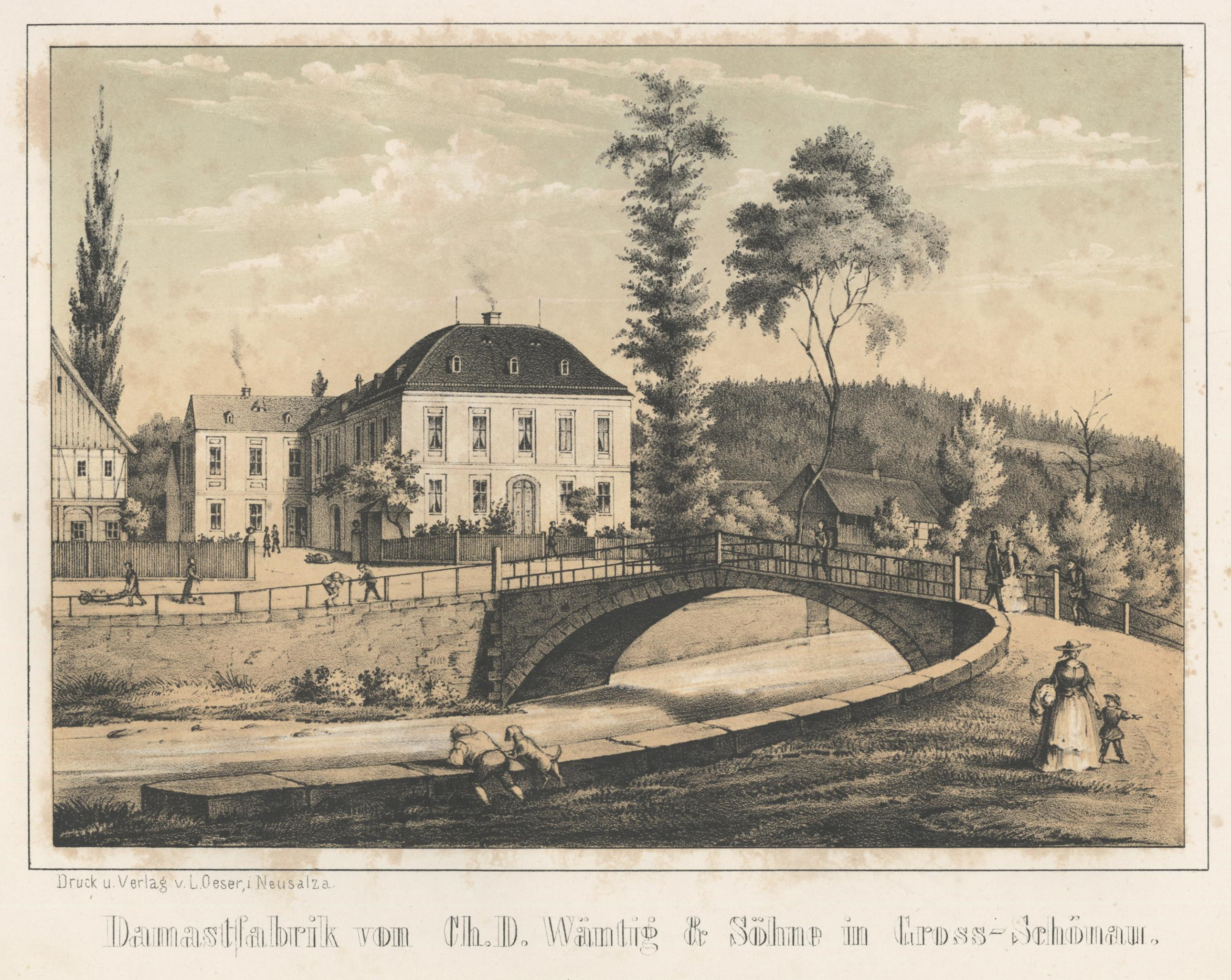
Kupferhaus der Damastfabrik Ch. D. Wäntig & Söhne …

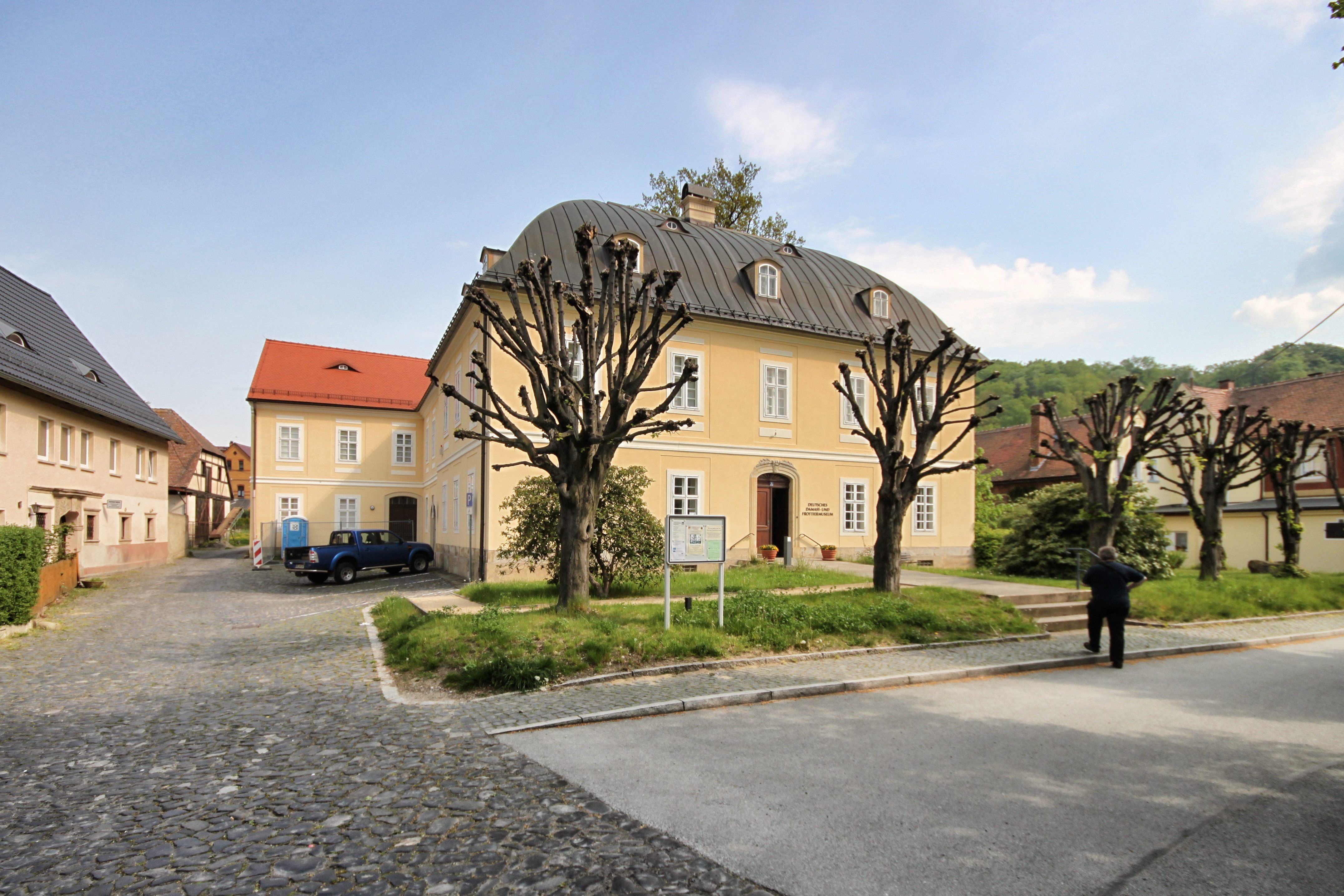
… heute Deutsches Damast- und Frottiermuseum

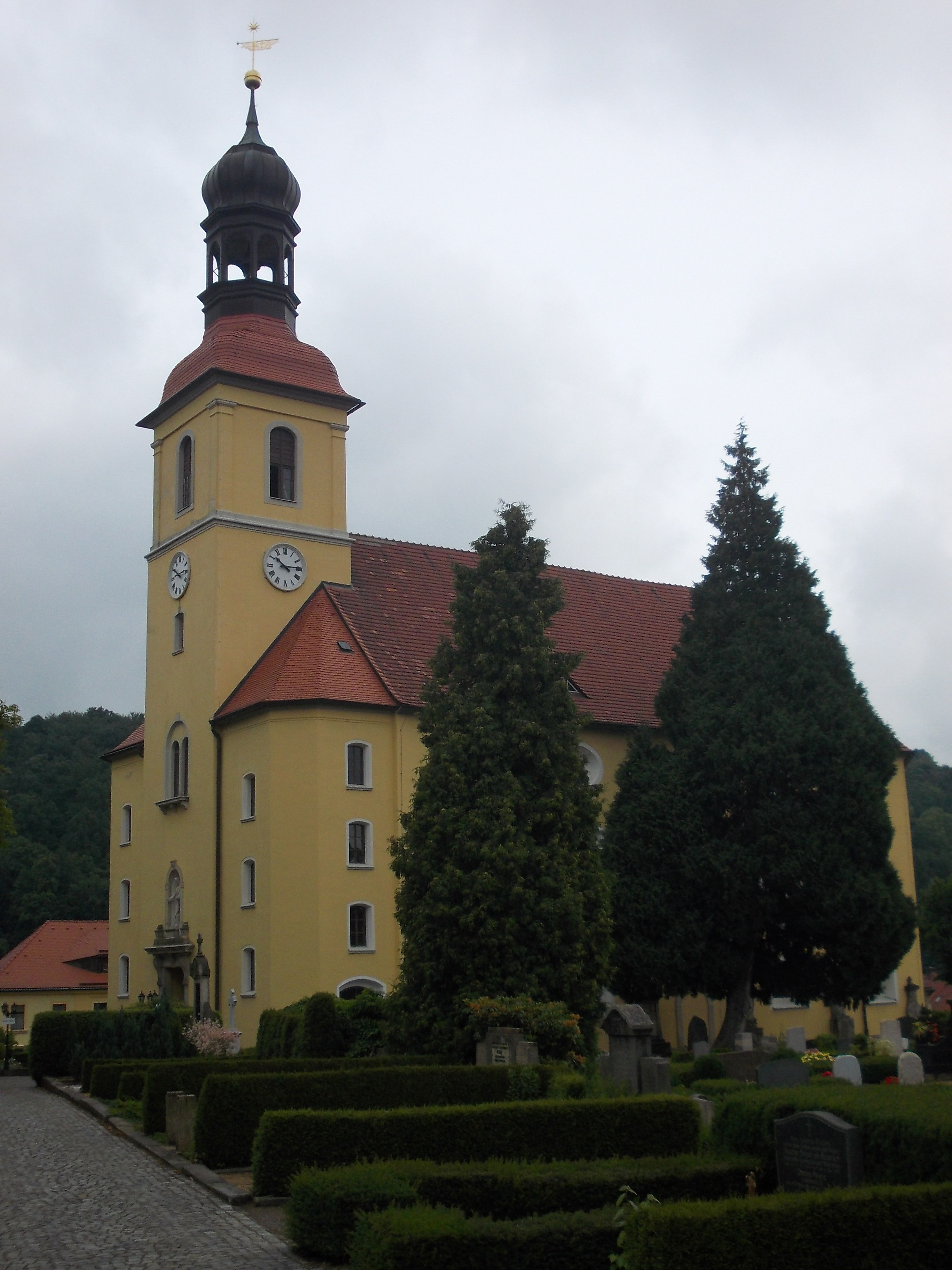
Evangelisch-lutherische Kirche

- Entlang der Mandau stehen viele der regional typischen Umgebindehäuser, die das größte intakte Ensemble dieser Art in der Oberlausitz bilden. Das gesamte Ortsbild der Gemeinde wird von über 650 Umgebindehäusern geprägt.
- Villa, heute Sitz der Gemeindeverwaltung.

Das Gebäude war ursprünglich 1823 als klassizistisches Wohnhaus für den Firmenbesitzer Johann Gottfried Haebler erbaut worden. Seinen villenartigen Charakter erhielt der Bau durch Umgestaltungsarbeiten in den Jahren 1880 und 1905 bis 1910 in prächtigen und großzügig angelegten Formen der Neorenaissance.

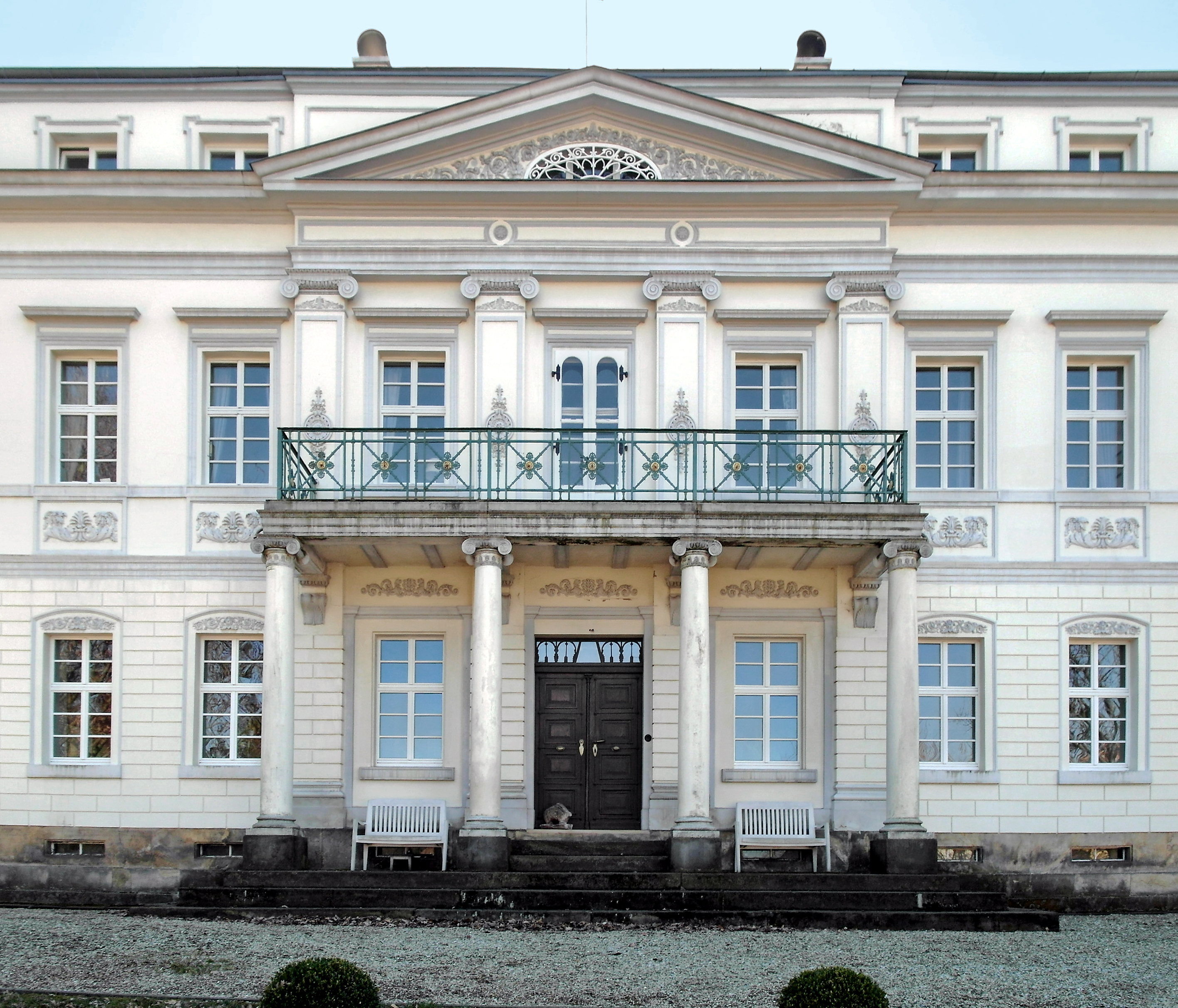
Herrenhaus des Ritterguts

- Im 1807 bis 1809 von dem Damastfabrikanten Christian David Waentig erbauten „Kupferhaus“, ein Wohn- und Geschäftshaus, befindet sich heute das Deutsche Damast- und Frottiermuseum.
- Die evangelisch-lutherische Kirche in Großschönau wurde zwischen 1703 und 1705 erbaut. Mit drei Emporen bietet sie Platz für 2.000 Kirchgänger. Damit ist sie die zweitgrößte Dorfkirche Sachsens. Die untere Empore ist mit kunstvollen Grisaillenmalereien des Großschönauer Musterzeichners David Christian Berndt geschmückt. Die größte Kostbarkeit ist das von Johann Eleazar Zeissig (genannt Schenau) 1787 gemalte Altarbild „Christi Auferstehung“.
- Die Dorfkirche Waltersdorf (Großschönau) im Erholungsort Waltersdorf wurde bereits 1366 als hölzerne Kirche erbaut. Aufgrund wachsender Einwohnerzahlen reichte diese Kirche nicht mehr aus und nach verschiedenen Umbauten war im Jahre 1713 die Grundsteinlegung für die jetzige Kirche. Von 1726 bis 1729 wurde der Kirchturm mit einer Höhe von 42 Metern errichtet. Zu Gottesdiensten und Konzerten erklingt noch heute die berühmte Tamitius-Orgel von 1766. Der Zittauer Orgelbaumeister war Schüler von Silbermann. Erhalten geblieben sind die Emporenbilder in Grisaille-Malerei aus der Blütezeit der Damastweberei. Der Altar stammt aus dem Jahre 1700, das Altarbild von 1892.

### Museen
- Deutsches Damast- und Frottiermuseum in Großschönau
- Motorrad- und Technikmuseum Großschönau in Großschönau
- Volkskunde- und Mühlenmuseum im Erholungsort Waltersdorf

### Weitere Ausflugsziele
- Naturparkhaus Zittauer Gebirge im Erholungsort Waltersdorf mit Erlebnisausstellung, Tourist-Information, Kaffeerösterei und Naturparkgarten
- Lausche im Ortsteil Erholungsort Waltersdorf, mit 793 m ü. NN der höchste Gipfel des Lausitzer Gebirges
- Trixi Ferienpark Großschönau mit historischem Waldstrandbad sowie Schwimmhalle mit Röhrenrutsche, Strömungskanal, Solebecken, Wellness-Center, Feriendorf und Camping-Platz
- Hutberg (371,5 m ü. NN) mit Blick auf das Zittauer Gebirge (Lausche). Im Frühjahr 2010 wurde eine neue Panoramaplatte eingeweiht.
- Abenteuer-Kletterwald mit 7 Parcours
- Schauwerkstatt des „Siemsechtsch A“

### Regelmäßige Veranstaltungen
- Das jährlich stattfindende Grußschinner Schiss’n ist ein dem Jacobimarkt in Neugersdorf vergleichbares Volksfest. Die Tradition des „einst zweitgrößten Festes nach dem Gierschdurfer Schiss’n“ geht auf das Jahr 1844 zurück.
- Sonnenwendfeiern auf dem Hutberg und am Naturparkhaus Zittauer Gebirge
- Adventskonzert mit der Big Band im Naturparkhaus Zittauer Gebirge
- „Kinderland“ – Indoor-Spieleerlebins im Naturparkhaus Zittauer Gebirge

## Wirtschaft und Infrastruktur

### Ansässige Unternehmen (Auswahl)
- Damino GmbH: Herstellung von Textilwaren, ca. 140 Mitarbeiter (2014)[18]
- Frottana-Textil GmbH & Co. KG: Herstellung von Textilwaren, ca. 240 Mitarbeiter (2014)[18]
- Pflegedienst Sabine Glathe: Ambulante Alten- und Krankenpflege, ca. 60 Mitarbeiter (2018)
- Menschel-Limo GmbH: Getränkehersteller, ca. 12 Mitarbeiter (2023)[19]

### Straßenverkehr
Großschönau liegt südwestlich der B 96 und B 178 sowie an den Staatsstraßen 135, 136, 137 und 138. Zum benachbarten Varnsdorf in Tschechien besteht ein Grenzübergang für Pkw und Busse. Im Ortsteil Herrenwalde gibt es eine durchgängig asphaltierte Straße nach Dolní Podluží (Niedergrund). Dieser Übergang ist touristisch für Radfahrer, Wanderer nutzbar. Der touristische Übergang Waltersdorf – Dolní Světlá (Nieder Lichtenwalde) ist schon auf Grund der Lage im LSG Zittauer Gebirge / CHKO Lausitzer Gebirge und am Lauschemoor ebenfalls nicht zur Öffnung für Pkw vorgesehen.

### Busverkehr
Durch Großschönau fahren mehrere Regionalbuslinien der Kraftverkehrsgesellschaft Dreiländereck. Auch die Ortsteile Waltersdorf und Saalendorf sind an das Netz des öffentlichen Personennahverkehrs angeschlossen.

### Eisenbahn

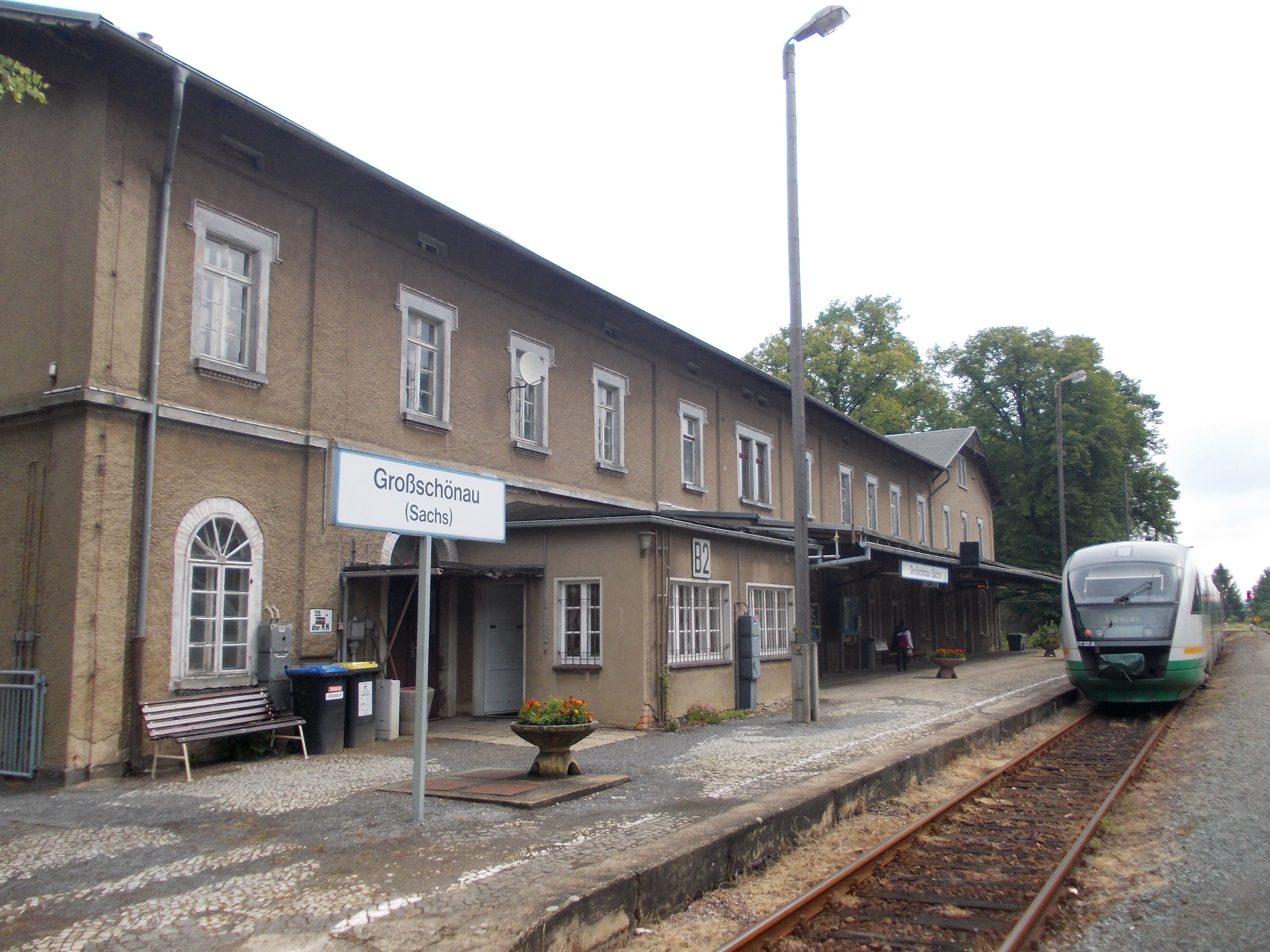
Bahnhof Großschönau (Sachs)

Großschönau besitzt einen Bahnhof an der Bahnstrecke Zittau–Varnsdorf–Eibau, die zwischen Großschönau und Seifhennersdorf durch das tschechische Varnsdorf führt. Bis Dezember 2010 wurde die Strecke im Personenverkehr mit durchgehenden Zügen von Liberec über Zittau bis Seifhennersdorf durch die Mandaubahn bedient. Die ursprünglich grenzüberschreitend bis Eibau weiterführende Verbindung wurde dagegen im Dezember 2006 eingestellt. Seit Dezember 2010 hat die Länderbahn unter dem Markennamen Trilex den Verkehr auf dieser mehrmals die Staatsgrenze zwischen Deutschland, Tschechien und Polen kreuzenden Verbindung übernommen. Auf dem Streckenabschnitt Liberec–Zittau–Großschönau–Varnsdorf verkehren die Züge im Stundentakt. Dabei werden Triebwagen der Baureihe Desiro eingesetzt, die mit zweisprachigen Zugbegleitern besetzt sind.

## Hochwasserereignis
Am 7. August 2010 kam es auch in Großschönau zu einer Hochwasserkatastrophe. Durch starke Niederschläge (rd. 130 ltr/m²) füllten sich die durch den Ort fließenden Bäche Mandau, Lausur und Pochebach innerhalb weniger Stunden und traten am Nachmittag über die Ufer. Viele Menschen mussten aus den Fluten gerettet werden und haben teilweise ihre Häuser und ihr Hab und Gut verloren.

## Söhne und Töchter der Gemeinde
- Johann Eleazar Zeissig (genannt „Schenau“, 1737–1806), Maler
- Ernst Friedrich Richter (1808–1879), Thomaskantor und Professor in Leipzig
- Gustav Fährmann (1835–1913), Reichstags- und Landtagsabgeordneter
- Oswald Haupt (1848–1903), Geheimer Finanzrat, Reichsbevollmächtigter für Zölle und Steuern[20]
- Hermann Wenzel (1863–1944), Komponist
- Käthe Dorn (1866–?), Schriftstellerin
- Alwin Brandes (1866–1949), SPD-Politiker, Reichstagsabgeordneter
- Hermann Linke (1866–1925), SPD-Politiker, Gewerkschafter, Abgeordneter des Sächsischen Landtags
- Joachim Liebscher (1926–1994), Bildhauer
- Christian Berndt (* 1935), Industriedesigner
- Peter Herrmann (* 1937), Maler
- Helga Böhnisch (1945–2014), Politikerin (zuletzt Die Linke)
- Werner Müller (* 1949), Mathematiker
- Monika Schulz-Höpfner (* 1955), CDU-Politikerin, 1994–2014 MdL Brandenburg